# Bosnia y Herzegovina en los Juegos Olímpicos de Pekín 2022
Bosnia y Herzegovina estuvo representada en los Juegos Olímpicos de Pekín 2022 por seis deportistas, tres hombres y tres mujeres, que compitieron en tres deportes.
Los portadores de la bandera en la ceremonia de apertura fueron el piloto de luge Mirza Nikolajev y la esquiadora alpina Elvedina Muzaferija. El equipo olímpico bosnio no obtuvo ninguna medalla en estos Juegos.